# Urticina
Az Urticina a virágállatok (Anthozoa) osztályának tengerirózsák (Actiniaria) rendjébe, ezen belül az aktíniák (Actiniidae) családjába tartozó nem.

## Rendszerezés
A nembe az alábbi 12 faj tartozik:
- Urticina asiatica (Averincev, 1967)
- Urticina coccinea (Verrill, 1866)
- Urticina columbiana Verrill, 1922
- Urticina coriacea (Cuvier, 1798)
- Urticina crassicornis (Müller, 1776)
- tigriscsíkos rózsa (Urticina felina) (Linnaeus, 1761)
- Urticina grebelnyi Sanamyan & Sanamyan, 2006
- Urticina lofotensis (Danielssen, 1890)
- Urticina macloviana (Lesson, 1830)
- Urticina mcpeaki Hauswaldt & Pearson, 1999
- Urticina piscivora (Sebens & Laakso, 1978)
- Urticina tuberculata (Cocks, 1851)

- Az alábbi 2 tudományos név nomen dubiumként, azaz „kétséges névként” szerepel:
  - Urticina eques (Gosse, 1858)
  - Urticina kurila

## Képek

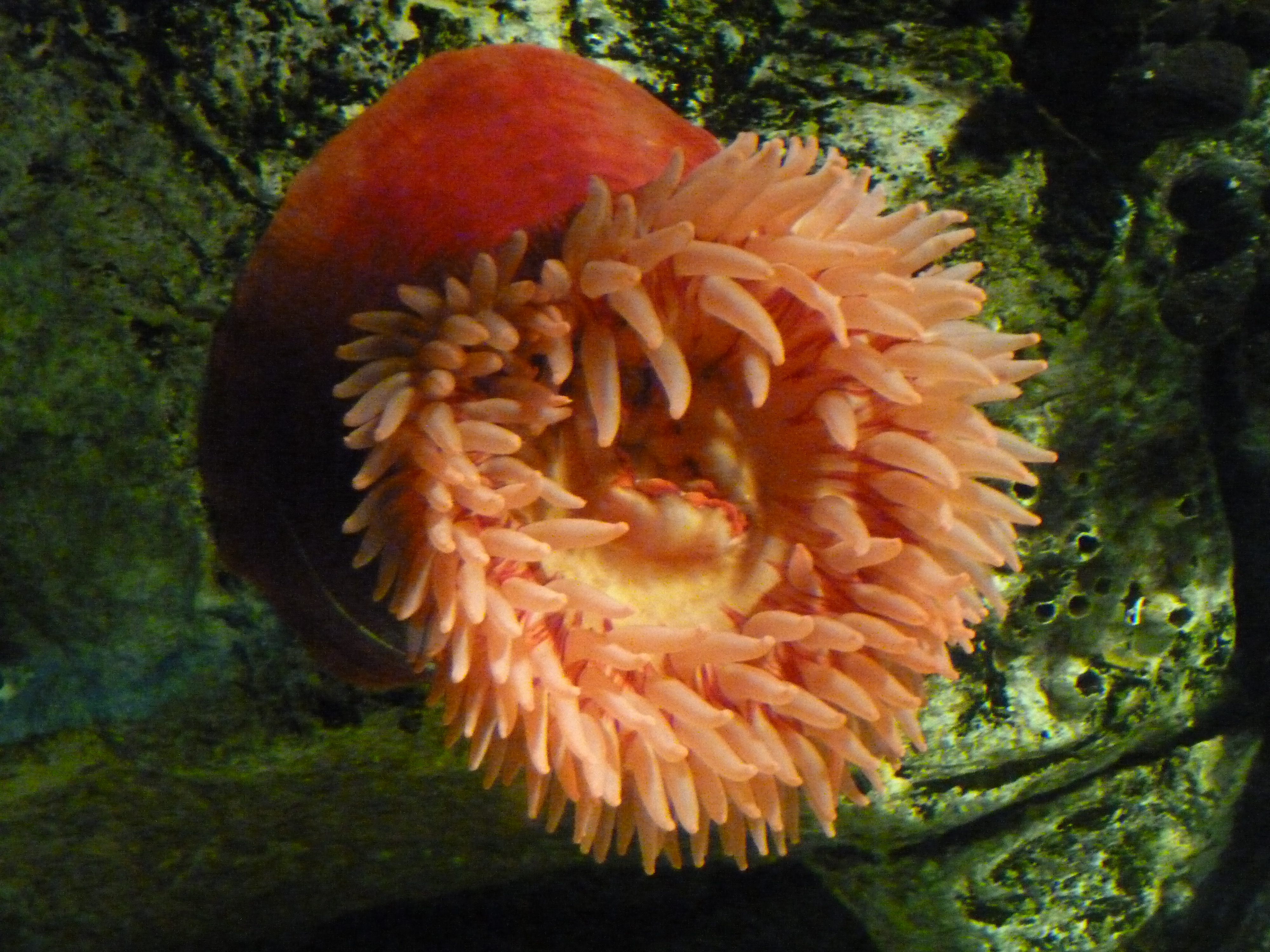
Urticina columbiana
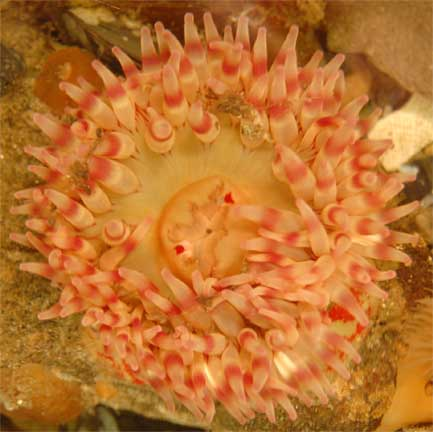
Urticina crassicornis
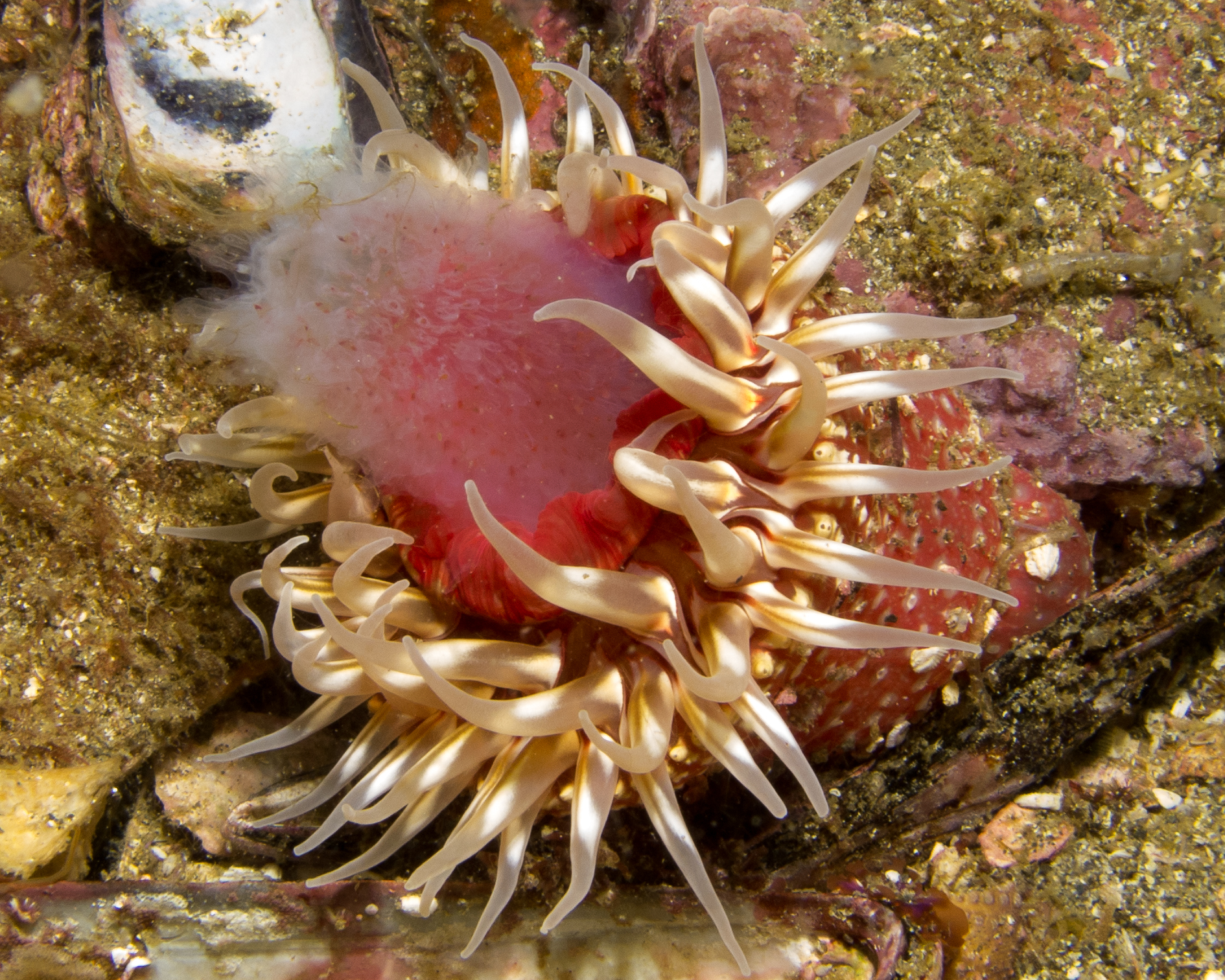
Urticina lofotensis
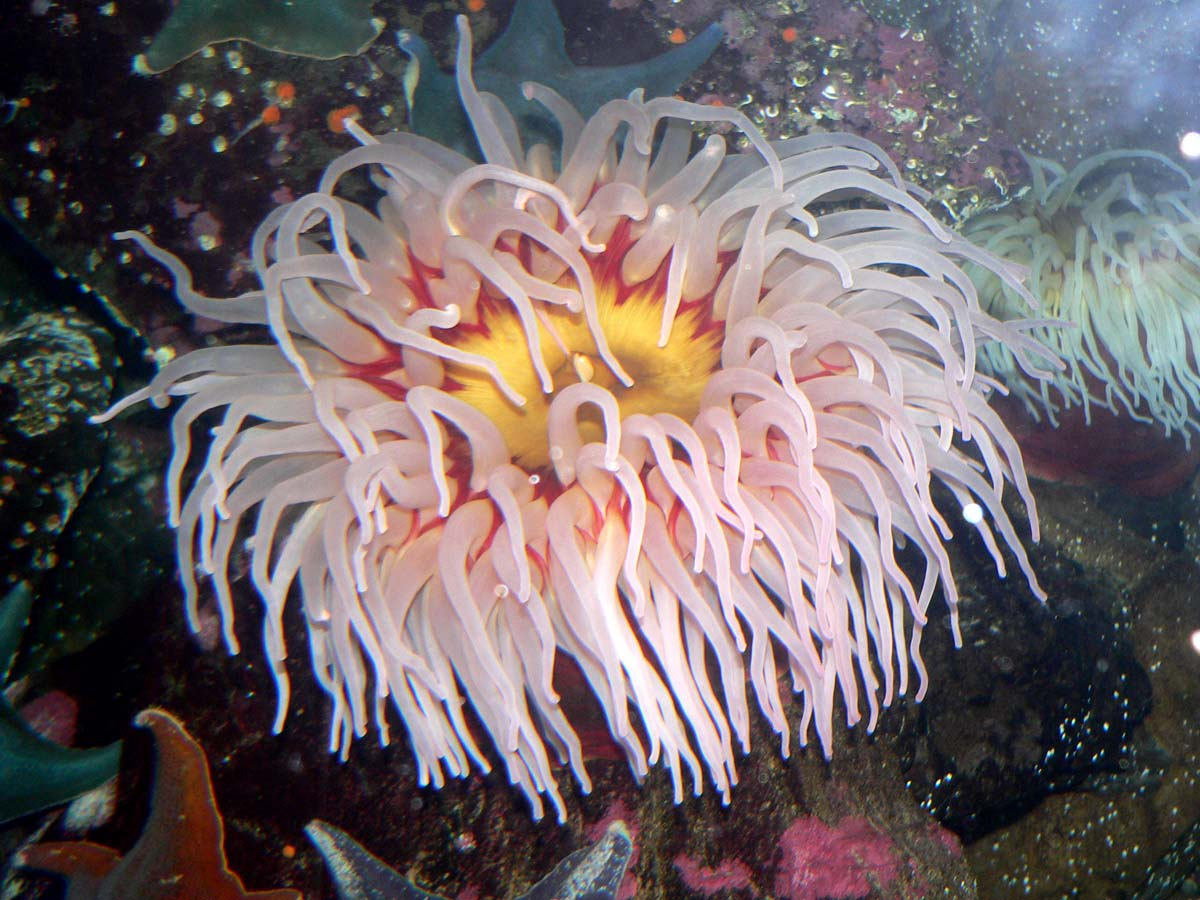
Urticina piscivora